# Abraham Abramson
Abraham Abramson (1752 nebo 1754 v Postupimi – 23. července 1811 v Berlíně) byl pruský razič mincí.
Narodil se do rodiny Jacoba Abrahama, který byl stejného povolání. Vytvořil většinu známých medailí své doby. Ztvárnil například Kanta, Lessinga, Mendelssohna, Wielanda, Sulzera a Eulera.